# 이핵아메바
이핵아메바(학명: Dientamoeba fragilis)는 일부 사람과 돼지, 고릴라 등의 대장 안에 기생하는 단세포 원생생물의 일종이다. 일부 사람에게 위장 장애의 원인이 되기도 한다. 드물게 치명적인 합병증을 일으킬 수도 있다.